# Gefängnisinsel

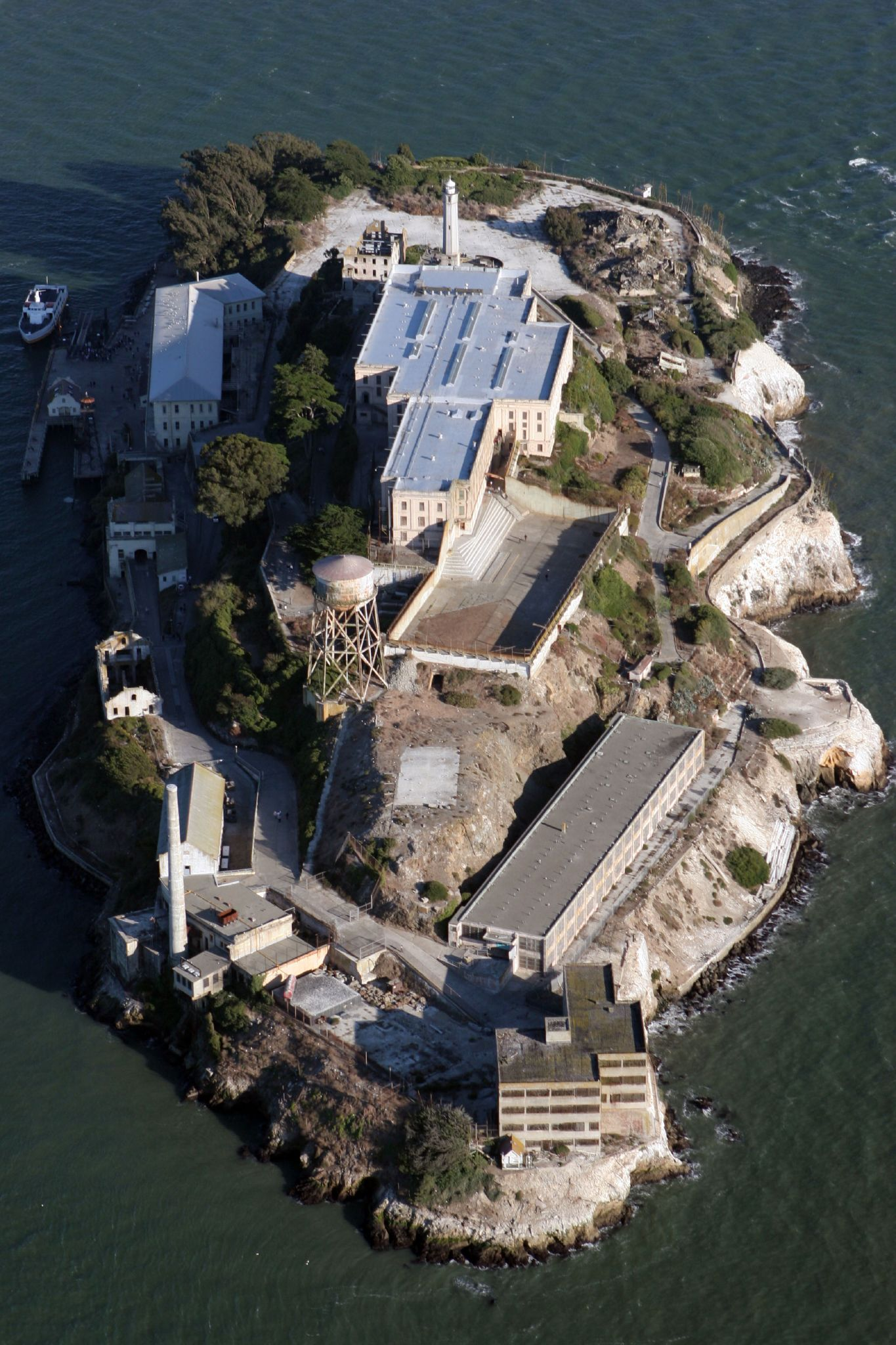
Alcatraz, eine der berühmtesten Gefängnisinseln, San Francisco, USA (2005)

Als Gefängnisinsel werden Inseln bezeichnet, die vollständig oder überwiegend als Gefängnis genutzt werden. Hierbei ergänzt oder ersetzt die Insellage selbst die sonst üblichen Sicherheitsbarrieren: Das Wasser um die Insel, die Abwesenheit einer Landverbindung, bildet ein natürliches Hindernis gegen Ausbrechen oder das Einschleusen von Hilfe. Auch können Gerüchte, z. B. über Haie im Wasser, eine psychologisch wirkende Schwelle für Ausbrecher darstellen.
Ehemalige Gefängnisinseln, die funktionell aufgegeben wurden, entwickeln sich oft zu Sekundärbiotopen mit einer erstaunlichen Artenvielfalt. So wurde die ehemals berüchtigte Gefängnisinsel Alcatraz mittlerweile zum Vogelschutzgebiet.

## Gefängnisinseln und ihre bekanntesten Gefangenen
Diese nach Kontinenten bzw. Ländern unterteilte Auflistung erhebt keinen Anspruch auf Vollständigkeit.

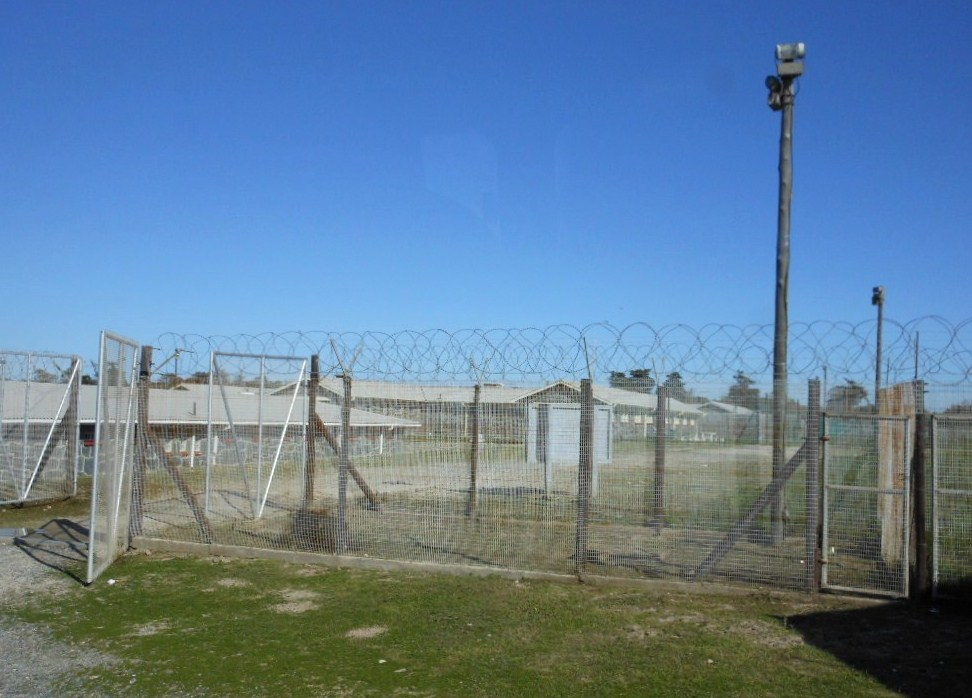
Sicherheitszäune auf Robben Island

### Afrika
- Robben Island vor Kapstadt, Südafrika – Nelson Mandela, Jacob Zuma
- Shark Island, Namibia (siehe: Konzentrationslager in Deutsch-Südwestafrika)
- Changuu bei Sansibar, Tansania

### Amerika

#### USA

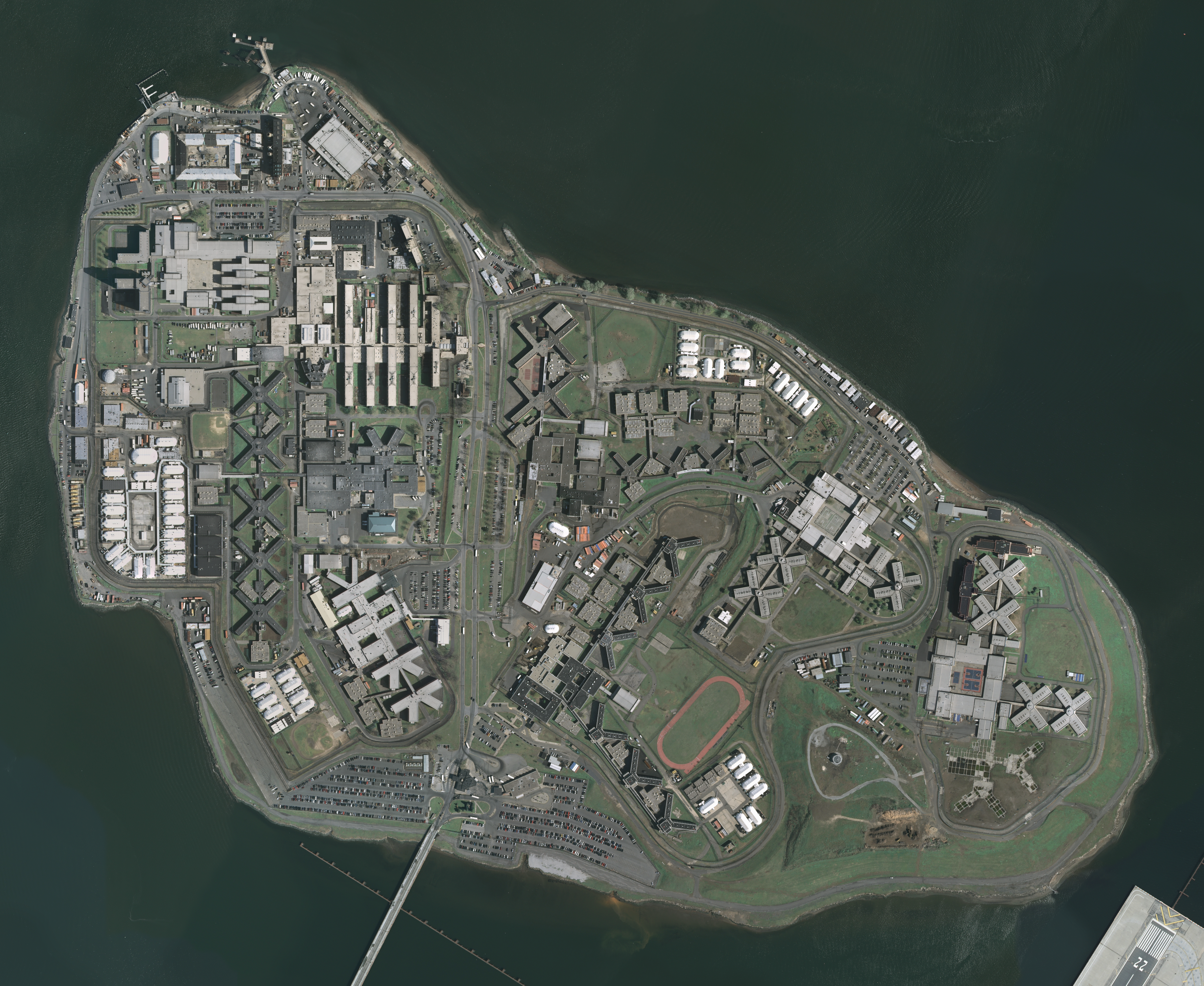
Luftaufnahme der Gefängnisinsel Rikers Island

- Alcatraz vor San Francisco – Al Capone, James J. Bulger, Robert Franklin Stroud[3]
- Rikers Island in New York
- Deer Island, Massachusetts
- Fort Jefferson, Florida
- McNeil Island vor Seattle

#### Mittel- und Südamerika
- San Lucas, Costa Rica
- Gorgona vor Kolumbien
- Ilha Grande in Angra dos Reis (Rio de Janeiro, Brasilien), seit 1903, nach Meutereien 1994 aufgelöst und nun Teil eines Naturschutzgebiets
- Îles du Salut, Französisch-Guayana
- Teufelsinsel vor der Küste von Französisch-Guayana – Alfred Dreyfus[3]
- Coiba, Panama, seit 1992 Naturschutzgebiet, 2004 Aufhebung des Gefängnisses

#### Karibik
- Isla Beata im Süden der Dominikanischen Republik
- Carrera Island, Trinidad und Tobago

### Asien

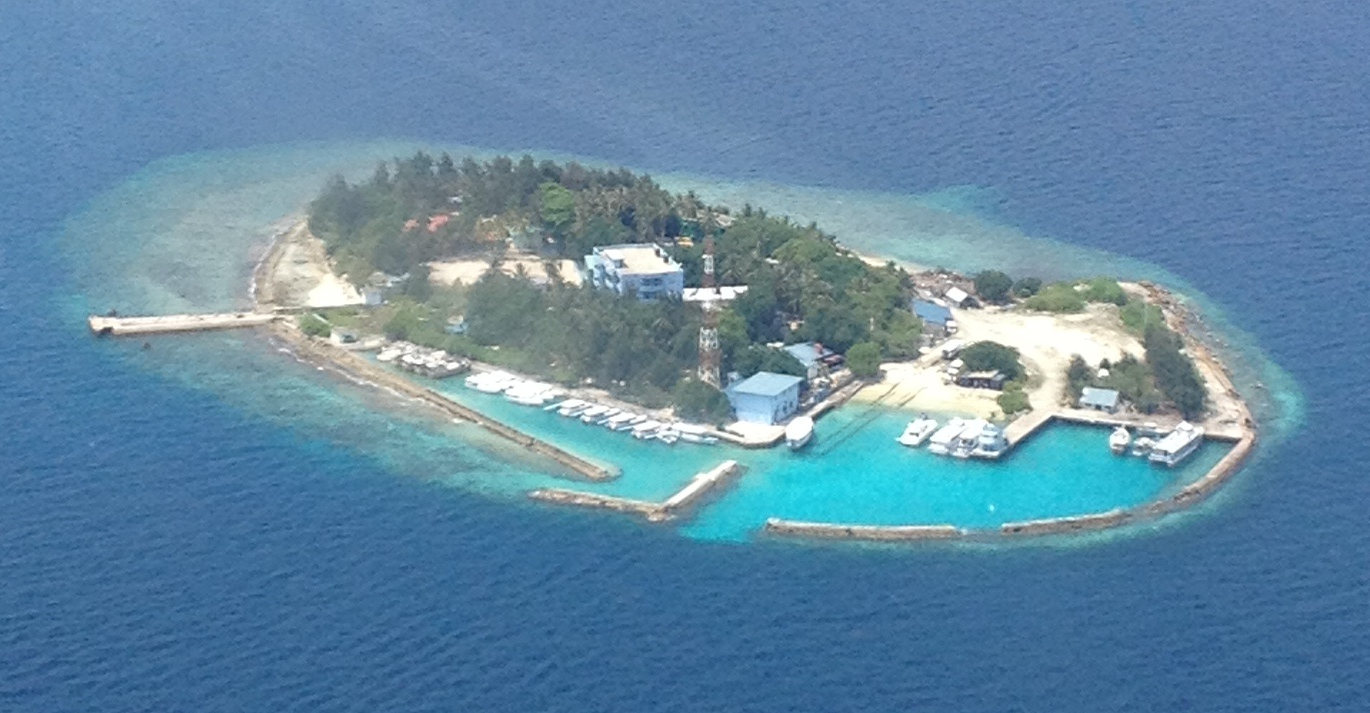
Dhoonidhoo auf den Malediven

- İmralı im Marmarameer, Türkei – A. Menderes, A. Öcalan[3]
- Lü Dao, China
- Côn Đảo, Vietnam
- Dhoonidhoo, Malediven
- Nusa Kambangan, Indonesien
- Ko Tarutao, Thailand
- Sachalin im sibirischen Pazifik – dessen Bevölkerung zum Gutteil Nachfahren russischer Gefangener ab dem 19. Jahrhundert sind.
- Buru, Molukken, Indonesien, Molukken - Pramoedya Ananta Toer

### Australien

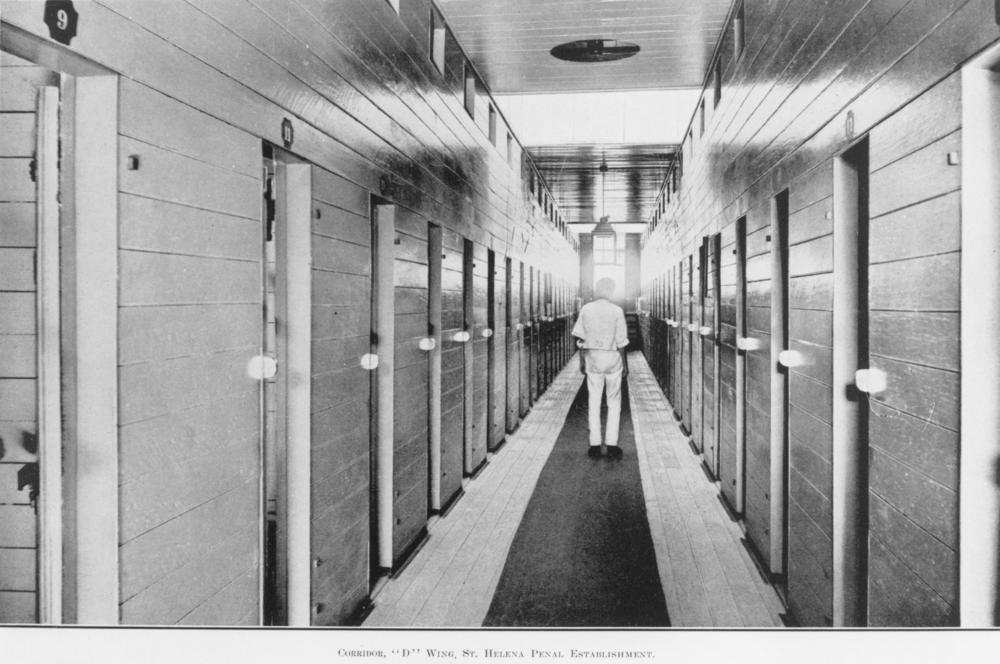
Historische Aufnahme des Gefängnisses auf St. Helena, Queensland (1914)

- St. Helena Island vor Brisbane, „the hell hole of the Pacific“
- Cockatoo Island im Hafen von Sydney

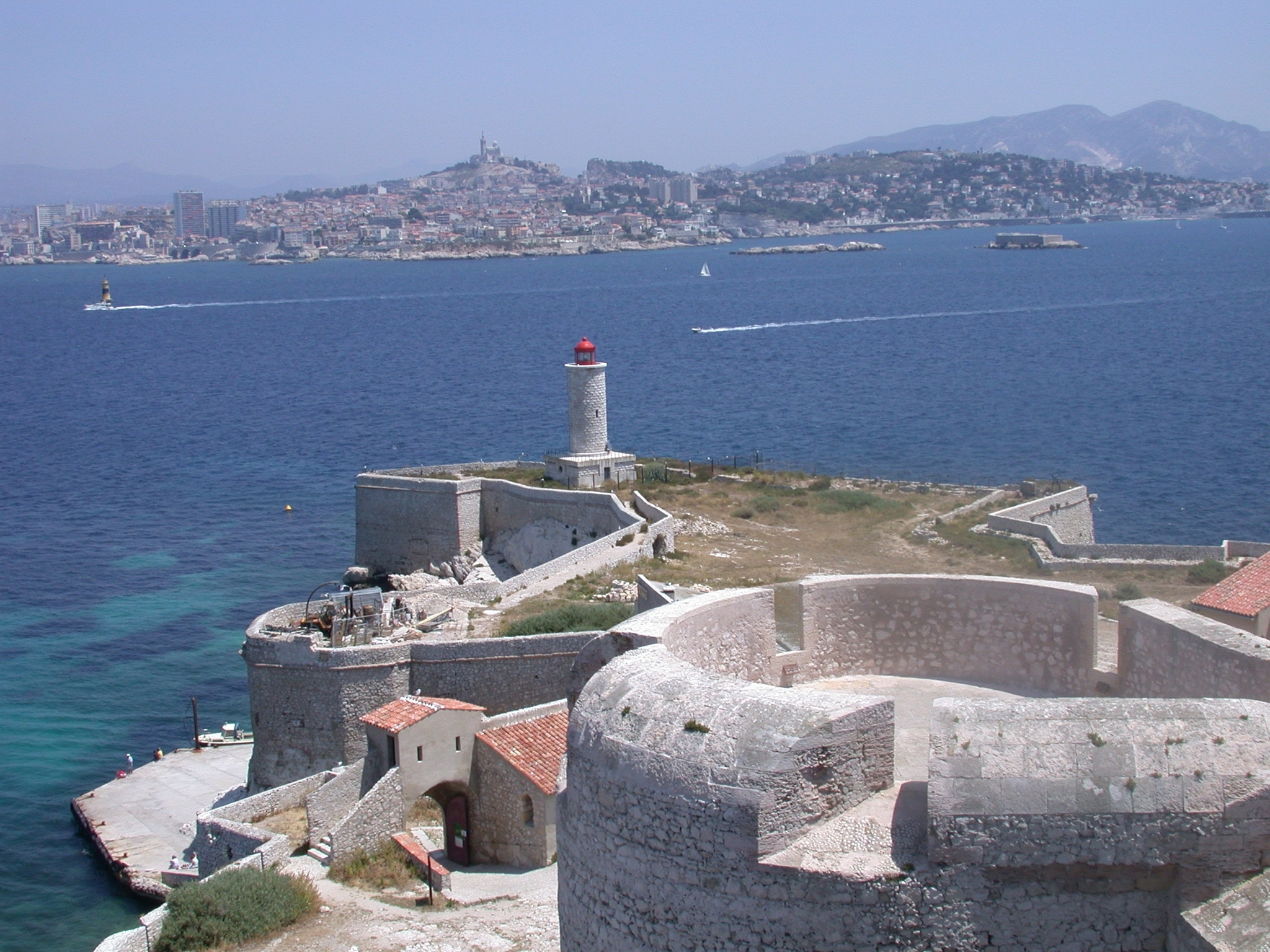
Strafinsel Château d’If, im Hintergrund Marseille

- Norfolkinsel

### Europa
- Hahnöfersand in der Elbe bei Hamburg (Deutschland), Hamburger Jugend- und ehemalige Frauenvollzugsanstalt
- Bastøy vor Oslo, Norwegen
- Långholmen, Schweden
- Solowezki-Inseln, Russland
- Ognenny Ostrov, Oblast Wologda, Russland
- Spike Island, Irland
- Bass Rock, Schottland
- Hutchinson Internment Camp, Isle of Man

#### Frankreich
- Fort Boyard vor der französischen Atlantikküste
- Île d’Yeu  vor der französischen Atlantikküste
- Château d’If vor Marseille
- Sainte-Marguerite französisches Mittelmeer

#### Italien
- Asinara vor Sardinien

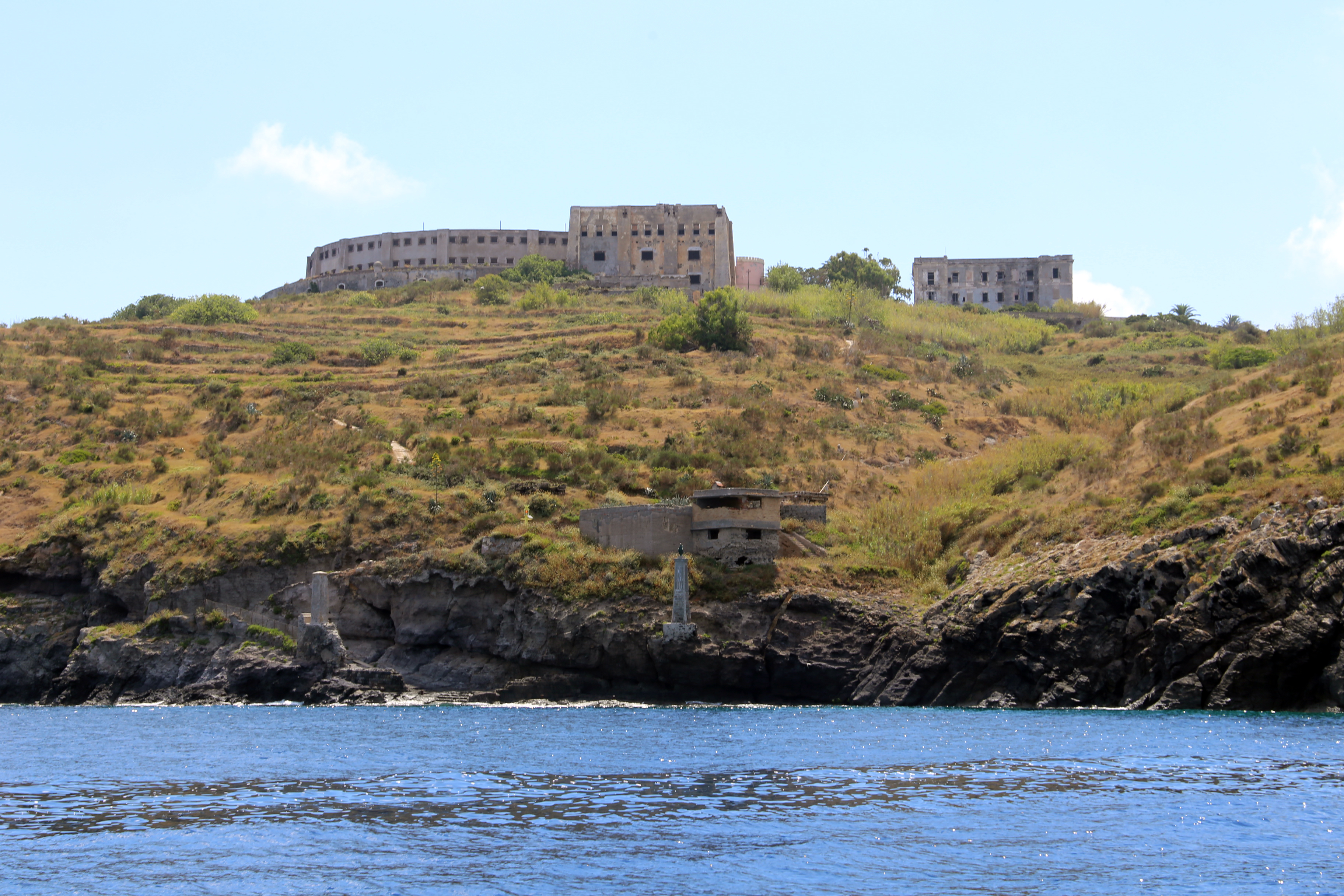
Seit den 1960er Jahren wird das Gefängnis auf Santo Stefano nicht mehr genutzt

- Santo Stefano, bis Mitte der 1960er[4]
- Pianosa im Toskanischen Archipel
- Gorgona vor Livorno[3]

#### Südeuropa
- Goli Otok in der Adria, heute Kroatien, jugoslawische Gefängnisinsel zur Zeit des Kommunismus (bis 1988)[5]
- Gyaros, Griechenland
- Makronisos, Griechenland - Mikis Theodorakis, Apostolos Santas
- Grmožur, Montenegro
- Mamula, Montenegro